# 布尔哈夫综合征
布尔哈夫症候群（英語：Boerhaave syndrome）是一种罕见的疾病，也称为呕吐性食道破裂、压力性食道破裂、非损伤性食道破裂等，是由于远端食道压力增加引起的一种自发性食道破裂，即非直接创伤、非异物、非食管及邻近器官疾病引起。雖然最常在劇烈呕吐後發生，但任何會導致食道壓力增加的狀況都有可能導致此症候群。
布尔哈夫氏症候群最危险的併發症是胃肠道穿孔，估计死亡率为20%至40%。典型表现是呕吐，胸痛和皮下气肿。误诊比较普遍，最常见的鉴别诊断为溃疡穿孔，心肌梗死，肺栓塞，夹层动脉瘤及胰腺炎。